# Fa 225 (航空機)
フォッケ・アハゲリス Fa 225
ビュッケブルクのヘリコプター博物館に展示されているフォッケ・アハゲリス Fa 225の模型
- 用途：強襲グライダー
- 設計者：ハインリヒ・フォッケ
- 製造者：フォッケ・アハゲリス
- 運用者：ドイツ空軍
- 初飛行：1942年
- 生産数：1機

フォッケ・アハゲリス Fa 225（Focke-Achgelis Fa 225）は、1942年にドイツのフォッケ・アハゲリスで製作された単座の回転翼を備えるグライダーの実験機である。1機のみが製造された。

## 設計と開発
第二次世界大戦の前半にDFS 230B 強襲グライダーは主に兵員と物資を降下させるために使用されていたが、比較的大きな着地地点を要するという運用上の制限が判明した。Fa 225は18m かそれ以下の距離で滑空降下可能なようにフォッケ・アハゲリス Fa 223の回転翼とDFS 230Bの胴体を結合して生み出された。回転翼は機体の重心上の支柱に据え付けられ、胴体の両側と機体後部には強化された長い降着装置が取り付けられた。
ユンカース Ju 52/3mに曳航されたFa 225は、カール・ボーデ（Carl Bode）の操縦で初飛行が行われた。この機体の製造には僅か7週間しかかからなかったが、比較的低速の曳航速度と運用ドクトリンの変更により量産には入らなかった。

## 要目
出典: 
諸元
- 乗員: 1
- 定員: 7（降下猟兵）
- 全長: 11.24 m （36 ft 11 in）
- 全高:
- ローター直径: 12 m （39 ft 4 in）
- 最大離陸重量: 2,000 kg （4,409 lb）

性能
- 最大速度: 190 km/h （103 kn） 118 mph